# 克勞森氏魮
克勞森氏魮（学名：Barbus clauseni）為輻鰭魚綱鯉形目鯉科的其中一個種。分布於非洲奈及利亞，本魚背面輪廓直線，非常小的嘴。側線不完全，4至6個有排孔的鱗片。淡灰色的身體，頭部的背面顏色深，背鰭軟條11枚；臀鰭軟條8枚，體長可達3公分。

## 扩展阅读
維基物種上的相關：克勞森氏魮